# Smash Hits (album)
Smash Hits je prvi kompilacijski album britansko-američkog rock sastava The Jimi Hendrix Experience. Diskografska kuća MCA album 16. travnja 1968. objavljuje u Velikoj Britaniji, a 30. srpnja 1968. godine u Sjedinjenim Državama.

## O albumu
Kompilacija sadrži Experiencove najveće uspješnice objavljene do tada. Smash Hits ujedno ostaje i njihova najbolja kompilacija jer su snimili još samo jedan studijski album pa je izbor pjesama ostao vrlo uzak. Album sadrži Hendrixove najpopularnije skladbe poput "Purple Haze", "Hey Joe", "Stone Free", "51st Anniversary" (samo na UK izdanju), "Foxy Lady" i mnoge druge. Na ostali objavljenim kompilacijama pojavljuju se i neke druge skladbe, međutim ono što je obilježilo album Smash Hits je to da se svi najpoznatiji hitovi nalaze na jednom mjestu. Album je zabilježio i odličan komercijalni uspjeh.
Britanska verzija albuma izašla je u travnju 1968. godine samo četiri mjeseca nakon objavljivanja njihovog drugog studijskog albuma Axis: Bold as Love te u vrijeme dok su radila na materijalu za treći. Kompilacija sadrži njihova prva četiri hit singla (zajedno s B-stranama) objavljena u Velikoj Britaniji i četiri skladbe s njihovog prvog albuma Are You Experienced. Smash Hits dosegao je #5 na britanskoj ljestvici albuma gdje se zadržao jako dugo. Prvi put se na popisu albuma našla pjesma "Burning of the Midnight Lamp" (B-strana singla "Fire"), pet mjeseci prije nego što će biti objavljena na albumu Electric Ladyland.
Spletom okolnosti američko izdanje razlikuje se od britanskog. Hendrix je imao osjećaj da je za objavljivanje albuma u Americi još prerano te se na njegovo izdavanje čekalo do sredine 1969. godine. U međuvremenu došlo je razlaza originalne postave sastava, kada je iz Experiencea otišao Noel Redding, a na njegovo mjesto došao je Billy Cox. Pošto je na tržište već izašao njihov treći studijski album Electric Ladyland, na popis američke kompilacije (za razliku od britanske), dodani su hit singlovi poput "All Along the Watchtower", "Crosstown Traffic", "Remember" te pjesma "Red House" s njihovog prvog studijskog albuma Are You Experienced. Kompilacija je na američkoj top ljestvici završila na #6.
Japanska verzija albuma objavljena je 1969. godine. Na omotu se našla slika Hendrixovog osobnog fotografa Karla Ferrisa.
Godine 1997. izdavačka kuća MCA objavljuje kompilaciju Experience Hendrix: The Best of Jimi Hendrix na CD-u, koja sadrži svih dvadeset skladbi objavljenih na britanskom i američkom izdanju albuma te u limitiranom izdanju još osam bonus skladbi. Album je ponovno objavljen 2001. godine.

## Popis pjesama
Sve pjesme napisao je Jimi Hendrix, osim gdje je drugačije naznačeno.
| 1.  | »"Purple Haze"«                                  |  | 2:52 |
| 2.  | »"Fire"«                                         |  | 2:45 |
| 3.  | »"The Wind Cries Mary"«                          |  | 3:20 |
| 4.  | »"Can You See Me"«                               |  | 2:33 |
| 5.  | »"51st Anniversary"«                             |  | 3:16 |
| 6.  | »"Hey Joe"«                                      |  | 3:30 |
| 7.  | »"Stone Free"«                                   |  | 3:36 |
| 8.  | »"The Stars That Play With Laughing Sam's Dice"« |  | 4:21 |
| 9.  | »"Manic Depression"«                             |  | 3:42 |
| 10. | »"Highway Chile"«                                |  | 3:32 |
| 11. | »"Burning of the Midnight Lamp"«                 |  | 3:39 |
| 12. | »"Foxy Lady"«                                    |  | 3:18 |

| 1.  | »"Purple Haze"«                      |  | 2:52 |
| 2.  | »"Fire"«                             |  | 2:45 |
| 3.  | »"The Wind Cries Mary"«              |  | 3:20 |
| 4.  | »"Can You See Me"«                   |  | 2:33 |
| 5.  | »"Hey Joe" (Roberts)«                |  | 3:30 |
| 6.  | »"All Along the Watchtower" (Dylan)« |  | 4:00 |
| 7.  | »"Stone Free"«                       |  | 3:36 |
| 8.  | »"Crosstown Traffic"«                |  | 2:19 |
| 9.  | »"Manic Depression"«                 |  | 3:42 |
| 10. | »"Remember"«                         |  | 2:48 |
| 11. | »"Red House"«                        |  | 3:50 |
| 12. | »"Foxy Lady"«                        |  | 3:19 |

## Izvođači
- Jimi Hendrix – električna gitara, vokal, bas-gitara, piano
- Mitch Mitchell – bubnjevi
- Noel Redding – bas-gitara, vokal

## Top ljestvica
| Godina | Ljestvica                         | Pozicija |
| ------ | --------------------------------- | -------- |
| 1968.  | Australijska top ljestvica albuma | #1       |

## Vanjske poveznice
- Discogs.com - Recenzija albuma (UK)
- Discogs.com - Recenzija albuma (SAD)